# 応接間

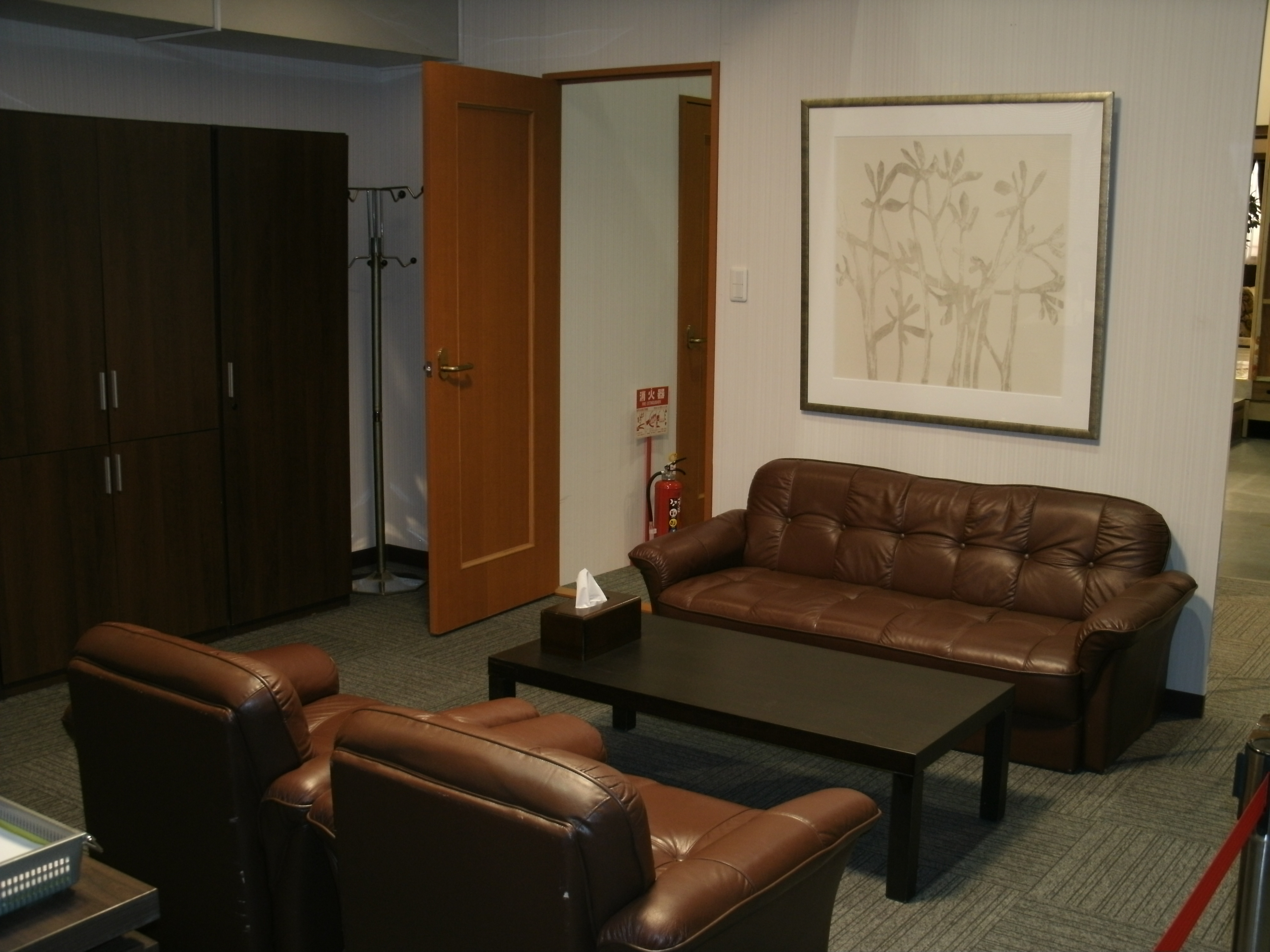
NHK連続テレビ小説 テレビドラマ『純と愛』法律事務所セットの応接間（2012年）

応接間（おうせつま）とは来客を迎え入れることを目的として家屋に設置される部屋（洋間）の名称。応接室。
これは多くの家庭では戦後になってから設けられるようになった部屋である。人々の生活スタイルの西洋化と共に普及したため部屋内に設置されている家具や家電品は西洋スタイルであったと共に、その場で客人をもてなす飲食物もコーヒーや西洋菓子などハイカラな物であった。
旧来の来客用の部屋は客間・客座敷と呼ばれ、和室をイメージされることが多いが、必ずしもそれに限定されない。